# Aktaion
Aktaion (altgriechisch Ἀκτέων Aktéōn oder Ἀκταίων Aktaíōn, lateinisch Actaeon) ist ein Heros der griechischen Mythologie.
Nach Diodor war sein Vater der Aristaios, ein Sohn des Apollon, und der thessalischen Nymphe Kyrene, nach Pausanias war seine Mutter Autonoë, eine Tochter des Kadmos, des Gründers und Königs von Theben, und der Harmonia, der Tochter des Ares. Er wurde vom Kentauren Cheiron erzogen, der ihn besonders in der Kunst der Jagd unterrichtete. Die bekannteste Version der Aktaion-Sage stammt von Ovid: Er erzählt, wie Aktaion auf der Jagd die Göttin Artemis beim Bad überrascht, woraufhin sie ihn in einen Hirsch verwandelt und er von seinen eigenen Hunden zerfleischt wird.

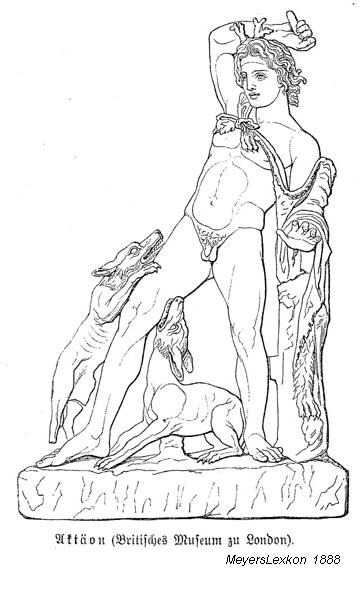
Aktaion mit seinen Hunden

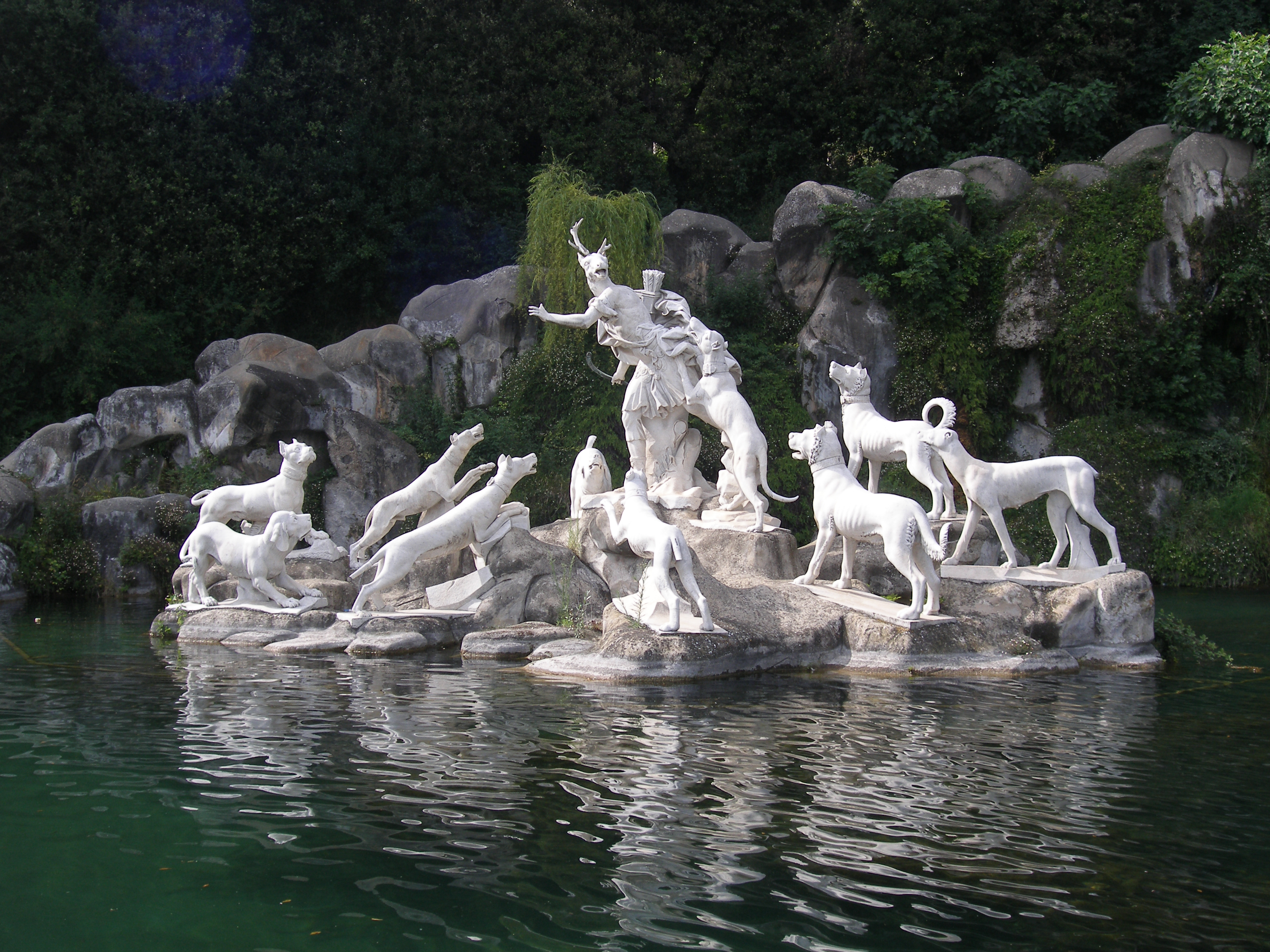
Skulptur von Aktaion mit seinen Hunden in den Kaskaden von Caserta, Kampanien

Stammbaum

## Antike Überlieferung

### Hesiod
Nach Hesiod freite Aktaion seine Tante Semele, die Tochter des Kadmos, und wurde so zum Konkurrenten des Zeus selbst, der mit der Familie bzw. den Männern der Familie ohnehin nicht auf bestem Fuße stand. Nach seinem Tod suchten seine Hunde nach ihm und beruhigten sich erst, als der Kentaur Cheiron eine Statue ihres Herrn anfertigte.

### Stesichoros und Pausanias
Im ersten Buch seiner „Beschreibung Griechenlands“ berichtet Pausanias, Stesichoros folgend, Artemis habe Aktaion verwandelt, um zu verhindern, dass er seine Tante Semele heirate, die schließlich die Geliebte des Zeus und die Mutter des Dionysos wurde, bevor sie der Eifersucht Heras zum Opfer fiel, ein Ereignis, das Ovid unmittelbar im Anschluss an das Schicksal Aktaions schildert. Seine Mutter Autonoë sammelte Aktaions Gebeine ein und wanderte danach ziellos umher. Sie gelangte schließlich in die Megaris, wo ihr Grab gezeigt wurde.
In Orchomenos ging Aktaion als Gespenst um und bewarf die Bewohner mit Steinen. Einem Orakel folgend, nagelten sie schließlich ein Bronzebild des Heros an einen Felsen, was die Erscheinung beendete.
Nach einem verlorenen Gedicht des Stesichoros (Europeia?), das nur aus dem Bericht des Pausanias bekannt ist, versuchte Aktaion dagegen, sich an Semele zu vergehen.

### Euripides
Euripides beschreibt in Bacchae ab Vers 337 den Neid der Jagdgöttin auf die Erfolge des Aktaion, der zu dessen schmählichen Ende führte. Seine Hunde sammelten sich nach seinem schrecklichen Ende in einer Höhle. Seine Mutter Autonoë suchte schließlich die Höhle auf, um ihre Verzauberung (lyssa) zu beenden, erst nun begreifen die Hunde, dass sie ihren eigenen Herren zerfleischt haben. Sie werden nun dem neugeborenen Dionysos, einem Vetter Aktaions, anvertraut. Laut Euripides lag der Ort seines Todes im Gebirge Kithairon.

### Apollodorus
Laut der Bibliotheke des Apollodor beobachtete Aktaion beim Jagen in einem Tal bei Platää die Göttin Artemis, die mit ihren Nymphen im Parthenischen Quell badete. Er wurde entdeckt und von der Göttin mit dem Wasser der Quelle bespritzt, worauf Aktaion, in einen Hirsch verwandelt, von seinen eigenen Hunden gejagt und auf dem Berg Kithairon zerrissen wurde. Heulend suchten die Hunde dann ihren Herrn im ganzen Land und wurden erst in Cheirons Höhle, wo sie sein Bild sahen, beschwichtigt. Seine Knochen wurden schließlich von seiner Mutter Autonoë aufgesammelt.

### Diodor
Diodoros Sikilos dagegen berichtet, Aktaion habe Artemis Hirsche bzw. deren Hufe und Köpfe (akrotiria) – die Beute einer Jagd – geweiht und dann versucht, sie im Heiligtum selbst zu verführen oder zur Heirat zu bewegen.

### Ovid

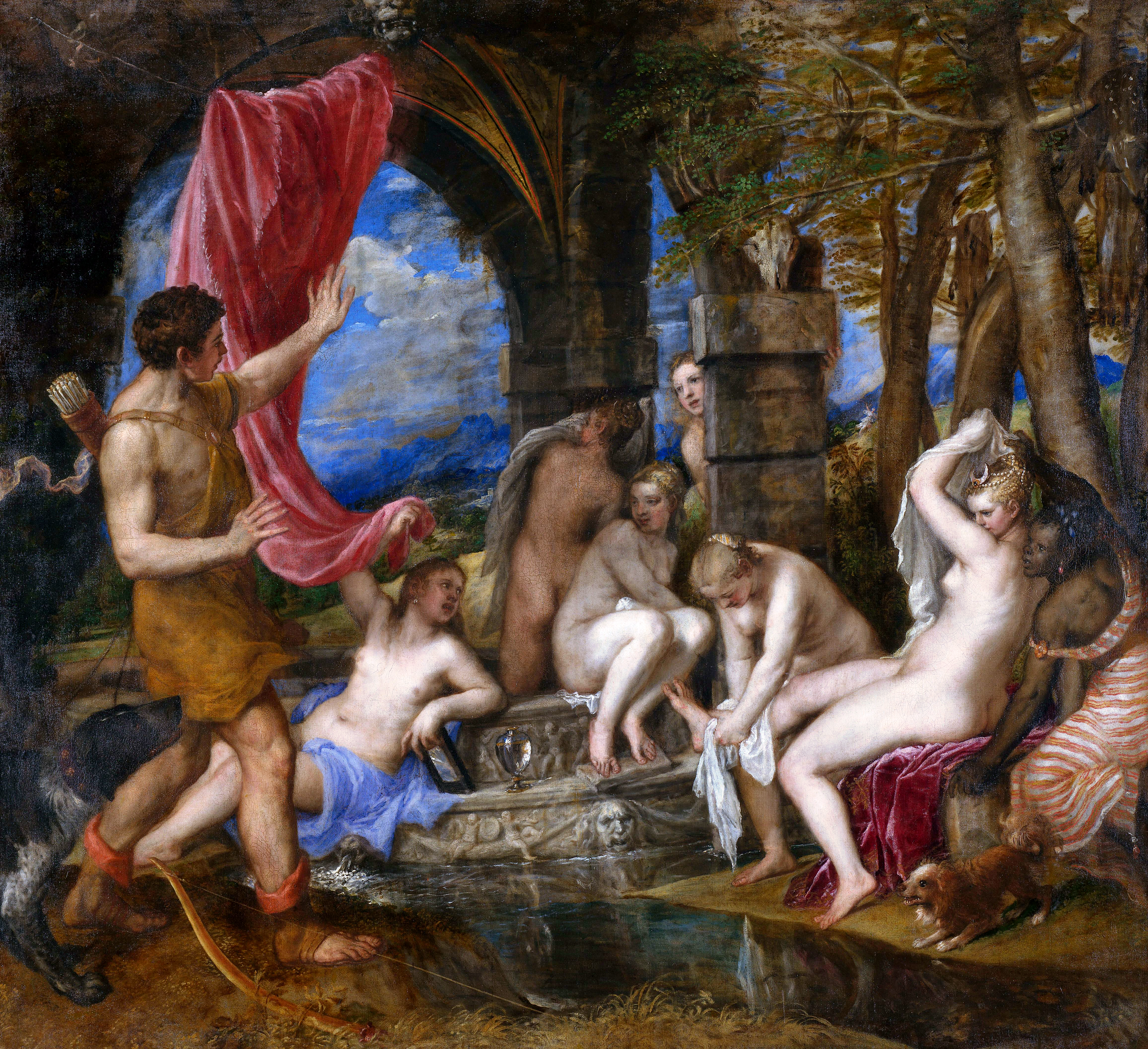
Aktaion überrascht Diana beim Bade von Tizian

Die Darstellung geht vielleicht auf Kallimachos zurück, mag aber auch die Geschichte des Sehers Teiresias aufnehmen. Aktaion war ein Enkel des Kadmos. Nach erfolgreicher Jagd hatte er zur Mittagszeit seine Gefährten mit den Speeren und Netzen bis zum folgenden Morgen nach Hause geschickt. Diana, das römische Pendant der griechischen Göttin Artemis, hatte sich in Gargaphia in Böotien in einem heiligen Hain eine Quelle eingerichtet, in der sie nach erfolgreicher Jagd zu baden pflegte. Eine der Nymphen nimmt ihr die Jagdwaffen ab, Krokale aus Theben richtet ihr Haar, während ihre Kolleginnen Nephele, Hyale, Rhanis, Psekas und Phiale die Göttin aus Wasserkrügen benetzen.
Sorglos durch den Wald streifend, betritt Aktaion die Grotte und überrascht die Badende. Die Nymphen suchen die Blöße der Göttin mit ihren Leibern zu decken, die sie jedoch um Haupteslänge überragt und unter dem Blick des Sterblichen glühend errötet. Ihres Bogens beraubt, bespritzt sie Aktaion mit dem Wasser der Quelle und ruft ihm zu: „Nun sag, wenn Du kannst, du habest mich nackt gesehen!“ Daraufhin wächst Aktaion ein Geweih aus der Mitte der Stirn, seine Ohren werden länger und länger, Hände und Füße wandeln sich zu gespaltenen Hufen und ein geschecktes Fell bedeckt seinen Leib. Er ergreift die Flucht und ist selbst erstaunt über seinen geschwinden Lauf. Als er schließlich sein Spiegelbild im Wasser erblickt, will er vor Erstaunen ausrufen, aber seine menschliche Stimme ist geschwunden, und nur ein Stöhnen entringt sich seiner Kehle.
Als Einziges bleibt sein Verstand unverändert, und er überlegt, was er tun soll, während Tränen über sein pelziges Gesicht rinnen. Scham hält ihn vom Palast seines Vaters fern, Furcht von den dichten Wäldern der Umgegend. Noch während er sinnt, erspähen ihn seine Hunde und verfolgen ihn, angespornt von seinen Freunden, die nur bedauern, dass Aktaion selbst diese Jagd versäumt. Sie rufen nach ihm und bemerken nicht, wie der Hirsch noch auf den Namen lauscht, während ihn seine eigenen Hunde zerfleischen.
Ovid ist der erste Dichter, der die Verwandlung in einen Hirsch beschreibt, frühere bildliche Darstellungen zeigen Aktaion ausschließlich in menschlicher Gestalt. Es scheint, dass ursprünglich lediglich die Hunde behext wurden und glaubten, einen Hirsch vor sich zu haben.
In den Metamorphosen werden 35 Namen seiner Hunde folgendermaßen wiedergegeben: Aello, Agre, Agriodus, Alce, Asbolus, Conace, Dorceus, Dromas, Harpalos, Harpyia, Hylactor, Hyläus, Ichnobates, Labros, Lachne, Lacon, Ladon, Laelaps, Leucon, Lysice, Melampus, Melanchaetes, Melaneus, Nape, Nebrophonus, Oresitrophus, Oribasus, Pamphagus, Poemenis, Pterelas, Stilbe, Theridamas, Theron, Thous, Tigris.

### Hyginus
Hyginus nennt 81 Namen der Hunde. Sie sind hier: Aeon, Aethon, Agre, Agriodus, Agrius, Alce, Arcas, Arethusa, Argo, Aura, Borax, Boreas, Canache, Charops, Chediaetros, Corax, Cyllo, Cyllopotes, Cyprius, Dinomache, Dioxippe, Dorceus, Draco („Drache“), Dromas, Dromius, Echidna, Echnobas, Elion, Eudromus, Gorgo, Haemon, Harpalus, Harpalycus, Harpyia, Hylactor, Hylaeus, Ichneus, Ichnobates, Labros, Lacaena, Lacon, Ladon, Lalaps, Lampus, Leane, Lycisce, Lyncaeste, Machimus, Melampus, Melanchaetes, Melaneus, Nape, Nebrophonus, Obrimos, Ocydrome, Ocydromus, Ocypote, Ocythous, Omelympus, Oresitrophus, Orias, Oribasus, Oxyroe, Pachitos, Pamphagus, Poemenus, Pterelas, Sagnos, Stilbe, Stilbon, Syrus, Theriope, Theriphone, Therodamas, Therodapanis, Theron, Thous, Tigris, Urania, Volatos, Zephyrus.
Gegenüber Ovid sind 24 Namen gleich und sechs sehr ähnlich.

### Weitere Quellen
- Die Genealogiai des Akusilaos von Argos aus der archaischen Zeit, in der Bibliotheke des Apollodor erwähnt.
- Die Tragödie Aktaion des attischen Dichters Phrynichos
- Die verlorene Tragödie Toxotides des Aeschylus, die vielleicht die Badeszene enthielt
- Die Tragödie Aktaion des Iophon
- Die Tragödie Aktaion des Kleophon aus Attika
- Ein episches Gedicht des Deinarchos aus dem 3. Jh. v. Chr.

## Kult
In Plataiai war Aktaion der heros archegetes. Er wurde auch in Orchomenos verehrt.

## Deutung
Aktaions Vater Aristaios hatte ein Opfer an Sirius, den Hundsstern, eingeführt, dessen Erscheinen die Zeit der größten Mittagshitze ankündigt. Friedrich Marx hält demnach Aktaion für einen Berggott, dessen Abbild die Hitze der Hundstage abwehren sollte. Jane Ellen Harrison dagegen sieht in ihm einen Repräsentanten einer älteren chthonischen pelasgischen Religion, den Dämon Enaitos, der jährlich durch seinen Tod die Fruchtbarkeit der Natur erneuert.
S. Kramer setzt ihn mit dem sumerischen Dumuzi gleich und stellt seinen Tod in den Zusammenhang einer tödlichen Heiligen Hochzeit (hieros gamos). Interessant ist bei Aktaion die Vermischung der Rollen von Hirte, dem üblichen Gemahl und Opfer der Großen Göttin (hier nun sein Vater Aristaios) und Jäger. Auch Inanna/Ištar/Atargatis wird durch die keusche Artemis ersetzt, die Hochzeit selbst nicht mehr vollzogen. Nach dem klassischen Philologen Ernst Curtius geht Artemis auf orientalisch-phönikische Ursprünge zurück.
Aktaions Ende erinnert an den thrakischen Orpheus, der ebenfalls wegen des Neids der Götter von wilden Tieren zerrissen wurde. Mit diesem ist er über seinen Vater Aristeion verbunden, der ebenfalls in die Nymphe Eurydike verliebt war und unabsichtlich an ihrem Tode schuldig wurde.
Während Aktaion bei Ovid ein harmloser Jüngling ist, der aus heiterem Himmel und ohne eigene Schuld zu einem schrecklichen Ende kommt, wird aus den anderen Erzählungen, die nur fragmentarisch überliefert sind, klar, dass er ursprünglich eine weit mächtigere Figur war. Sein Vater Aristaios wird als „alter bäuerlicher Segensgott“ gedeutet, der auch als Zeus Aristeios und als Apollo Nomios verehrt wurde und der in der späteren Überlieferung zu einem immerhin unsterblichen Heros herabsank. Aktaion selbst ist ein Enkel des Apollon und somit der Großneffe von Artemis sowie mütterlicherseits ein Urenkel des Ares.
Mehrere Versionen der Sage erwähnen die Schwierigkeit, nach seinem Tode seine Hunde zu kontrollieren, die so wichtig sind, dass Ovid den Namen und die Eigenschaften jedes einzelnen berichtet. Vermutlich deuten die Hunde eine Verbindung zur Unterwelt an (Höllenhunde) und stellen Aktaion in die Nähe anderer gehörnter chthonischer Gottheiten wie den keltischen Arawn, dem Herrn der Cŵn Annwn, und den syrischen Reschef. Es ist anzunehmen, dass die Jagdgöttin Artemis ursprünglich seine Gattin, nicht seine Gegnerin war. Interessant ist auch (über Semele) die Verbindung zu Dionysos, der ebenfalls mit gefleckten Tieren wie dem Rehkitz und dem Leoparden steht. Vielleicht ist dieser Gott der ursprüngliche Sohn Aktaions, bevor er durch Zeus aus einer weit jüngeren Göttergeneration ersetzt wurde. Immerhin übernimmt er nach Euripides die Kontrolle der Hunde nach dem Tode seines sterblichen Vetters. Seine Mutter Autinoë war nach Euripides die Anführerin der Mänaden. Bemerkenswert ist eine Adaption der Sage, in der die Göttin auf Aktaion einen ihrer Pfeile schleudert, diese Deutung greift auch der Wiener Dichter Johann Mayrhofer um 1820 auf.

## Darstellung in der Kunst

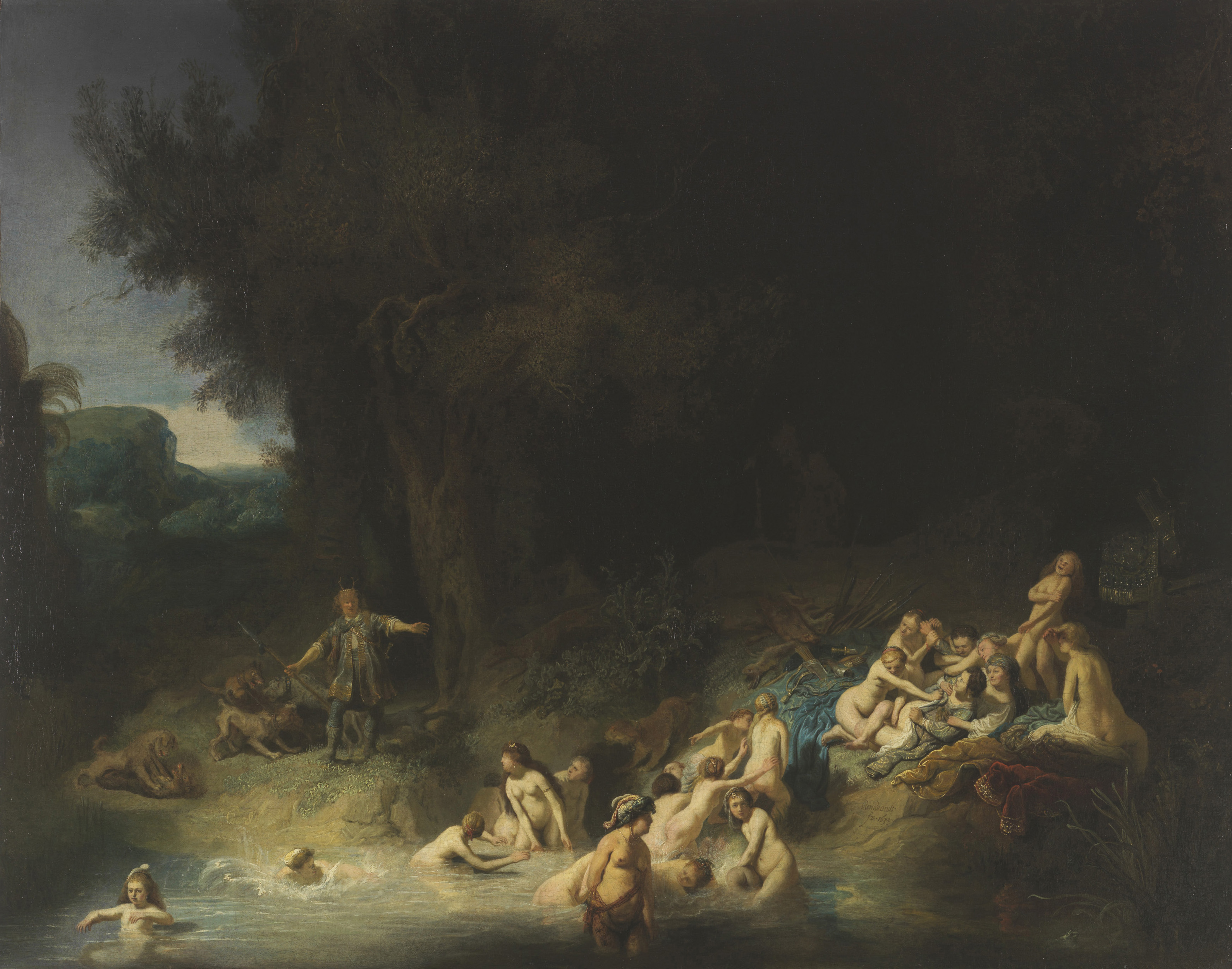
Das Bad der Diana mit Aktäon und Kallisto von Rembrandt

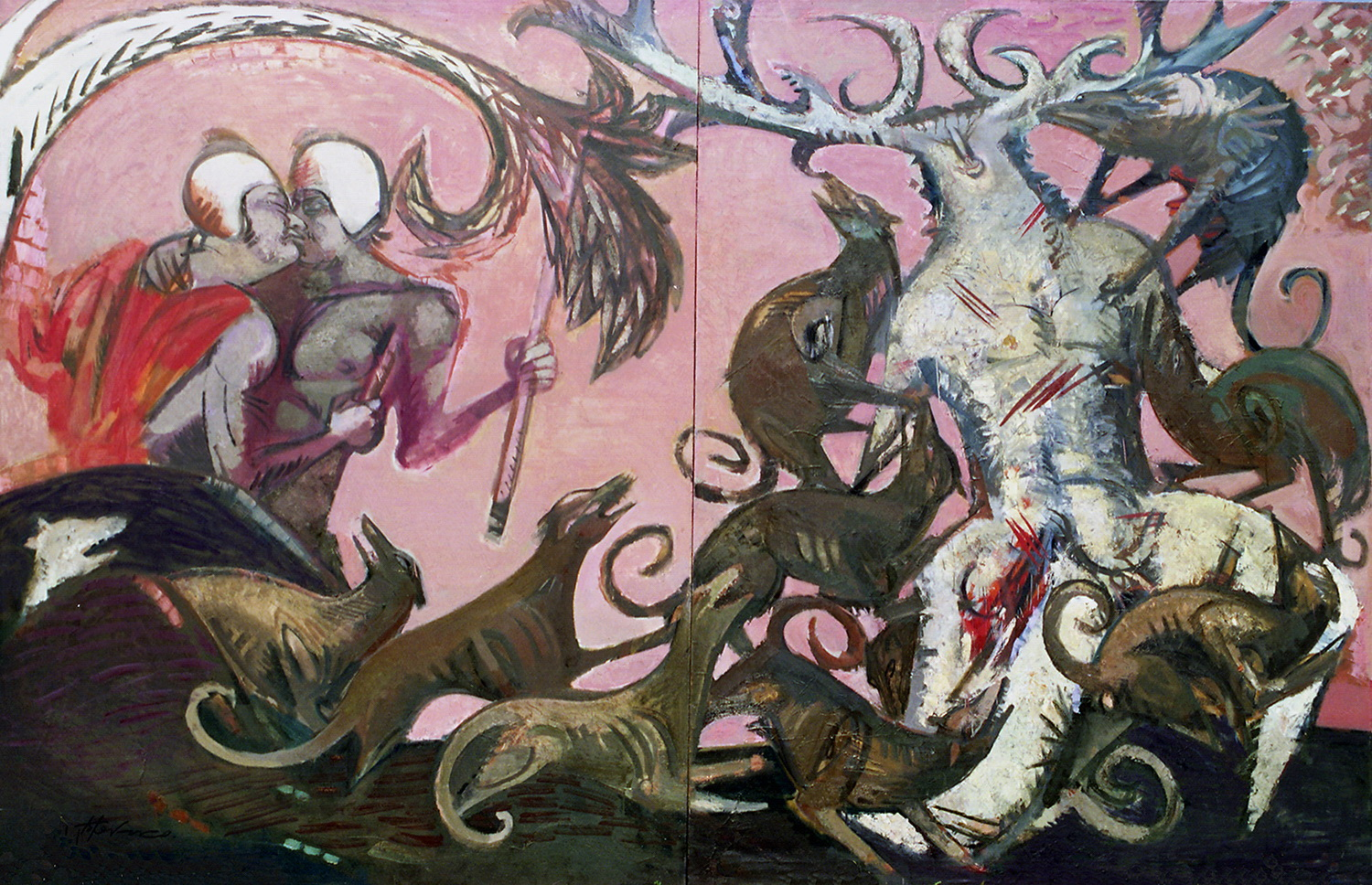
Der Tod von Actaeon von Wassyl Rjabtschenko

Die bildende Kunst hat die Geschichte seiner Verwandlung und seines Todes mit einer gewissen Vorliebe behandelt. Ein berühmtes Beispiel ist Rembrandts 1634 fertiggestelltes Gemälde Das Bad der Diana mit Aktäon und Kallisto. Eine kleine (1774 gefundene) antike Marmorgruppe steht im Britischen Museum in London. Die Nymphen-Szene wird auch auf dem Aktäon-Kamin im Schloss Neuhaus bei Paderborn dargestellt.